# Routot
Routot je francouzská obec v departementu Eure v regionu Normandie. V roce 2014 zde žilo 1 499 obyvatel. Je centrem kantonu Routot.

## Vývoj počtu obyvatel
Počet obyvatel 